# 古代北東アジア人

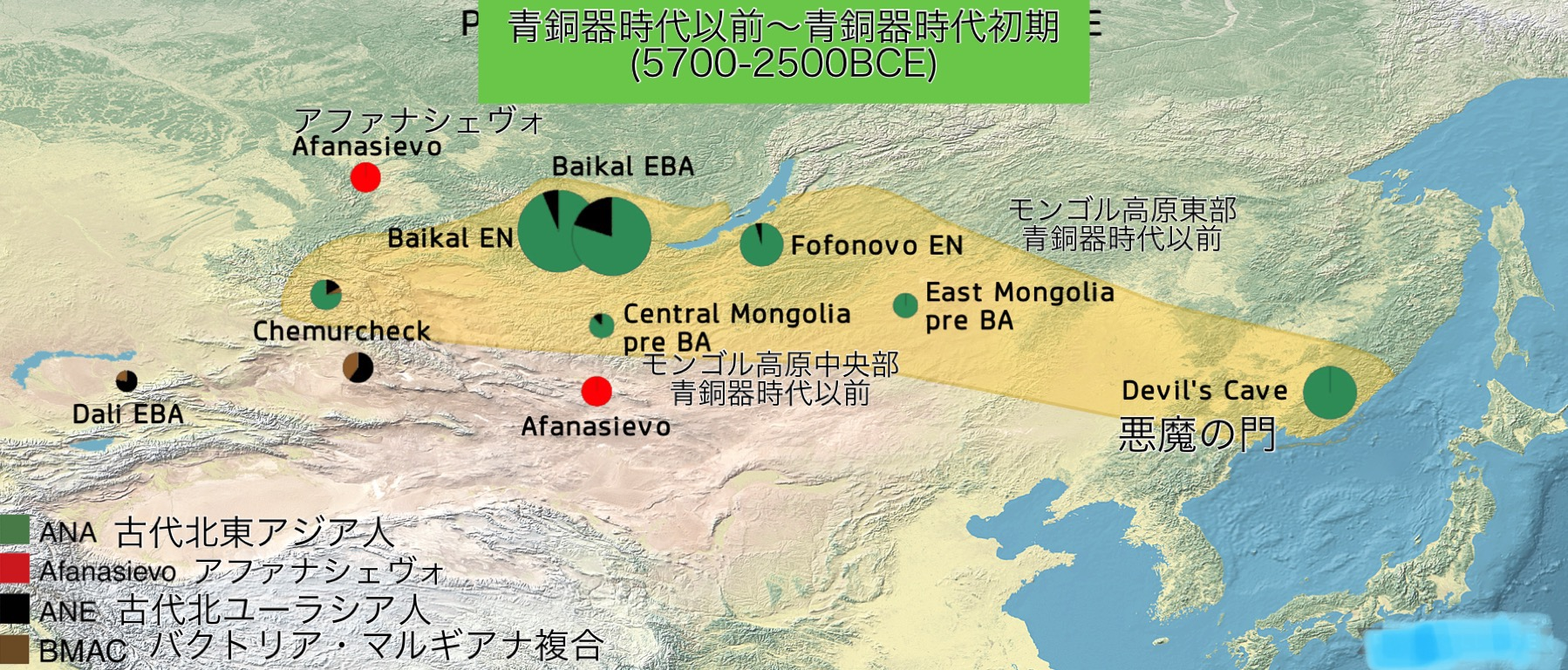
古代北東アジア人(ANA, 黄色の領域) はアルタイ山脈から太平洋岸に至る新石器時代の集団群と定義される。彼らは西方でバクトリア・マルギアナ複合文化人、アファナシェヴォ文化人、古代北ユーラシア人（ANE）の祖先を兼ね備えていた西ユーラシア人の集団と接していた。

考古遺伝学では、古代北東アジア人（ANA）という用語は、アムール祖先系統とも呼ばれ、シベリア極東部、モンゴル、バイカル地方に住む、現在より7 - 4千年前の狩猟採集民の系統を示す祖先構成要素に与えられる名称である。彼らは約24kya前に東アジア人から分岐したと推測されており、アルタイ山脈の東の考古学的発掘で発見されたいくつかの古代人の標本によって代表されている。彼らは古代北部東アジア人（ANEA）のサブグループである。

## 新石器時代の集団

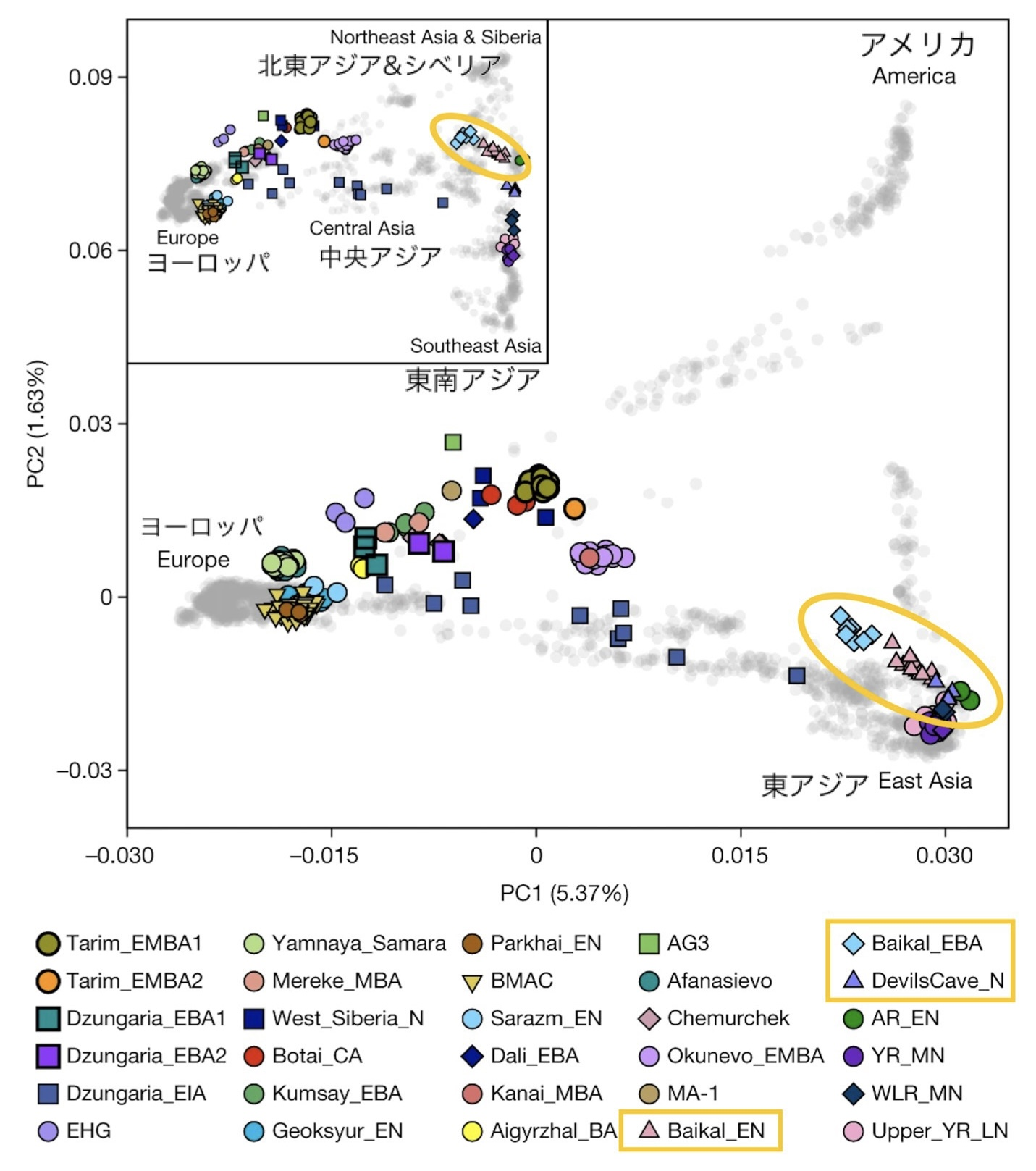
はアフリカ現代人(灰色)の遺伝子の主成分分析(PCA)における古代北東アジア人の位置および他の古代の標本(色付き)

東シベリアの先史時代の集団は、主に考古学的標本が不足しているため、あまり理解されていない。これまでのところ、ゲノムデータが得られている最古の集団は、中央シベリアの後期旧石器時代の古代北ユーラシア人（約24,000BP）と、「基底東アジア人」に関連する後期旧石器時代の田園洞人（約40,000BP）である、
特にモンゴルやアムール地方、満州のSalkhit（34,000 BP頃）とAR33K（33,000 BP頃）である。その後、新石器時代まで大きなギャップがあり、そこで特定の古代北東アジア人(ANA)遺伝子プールが同定された。古代北東アジア人(ANA)遺伝子プールに基づく祖先、しかし、後期旧石器時代の田園洞人関連遺伝子プールや他の東アジア系統（南部東アジア人など）よりは、古代北東アジア人(ANA)遺伝子プールにかなり近い、アムール地方のサンプル（AR19K、約19,000 BP）から発見されており、古代北東アジア人は19kyaから26kyaの間に他の東アジア人集団から分岐したことが示唆されている。
特定のANA遺伝子プールを持つ最初の個体は、太平洋岸に近いロシア極東の悪魔の門洞窟（「DevilsCave_N」、紀元前5700年頃）で確認された。さらにモンゴル東部（SOU001、"EastMongolia_preBA" 4686-4495cal.BCE）、モンゴル中部（ERM003、"CentralMongolia_preBA" 3781-3639cal.BCE）、バイカル東部（"Fofonovo_EN"）から4人のANA遺伝子を持つ新石器人が確認された The closely related hunter-gatherers from the western Baikal region ("Baikal_EN", 5200–4200 BCE),、バイカル地方西部の狩猟採集民（"Baikal_EN"、前5200-4200年）、および初期青銅器時代のバイカル湖集団（"Baikal_EBA"、前2500年頃）は、一般的に古代北東アジアのクラスターに含まれるが、古代北ユーラシア人（ANE）に由来するわずかな祖先成分が5-20％程度含まれるため、ANAサンプルとは若干区別される
。
悪魔の門遺跡のDevils_Cave_Nサンプルは、アムール地域のc. 14kyaサンプル（AR14K）と遺伝的連続性を示すことが判明し、14,000BPという早い時期に特定の古代北東アジア人(ANA)遺伝子プールが形成されたことが示唆された。新石器時代のANAの遺跡はアルタイ山脈まで見つかっており、沿海州より1,500kmも西にある。

## 後代の集団

### ウランズークと石板墓文化
ウランズーク文化（英語: Ulaanzuukh culture）（紀元前1450年 - 1150年）と石板墓文化（英語: Slab Grave culture）（紀元前1100年 - 300年）の人々は古代北東アジア人と密接な関係があり、直系の子孫としてモデル化することができる。

### タリムのミイラ
2021年に発表されたゲノム研究によると、タリムのミイラ（紀元前2000年頃）の祖先系統は高レベルの古代北ユーラシア人（約72％）と、より少ないレベルの古代北東アジア人のような集団（特にバイカル_EBA、約28％）であったが、検出可能な西部ステップ牧畜民関連の祖先はいなかった

### アルタイ中期-後期青銅器時代およびフブスグル後期青銅器時代

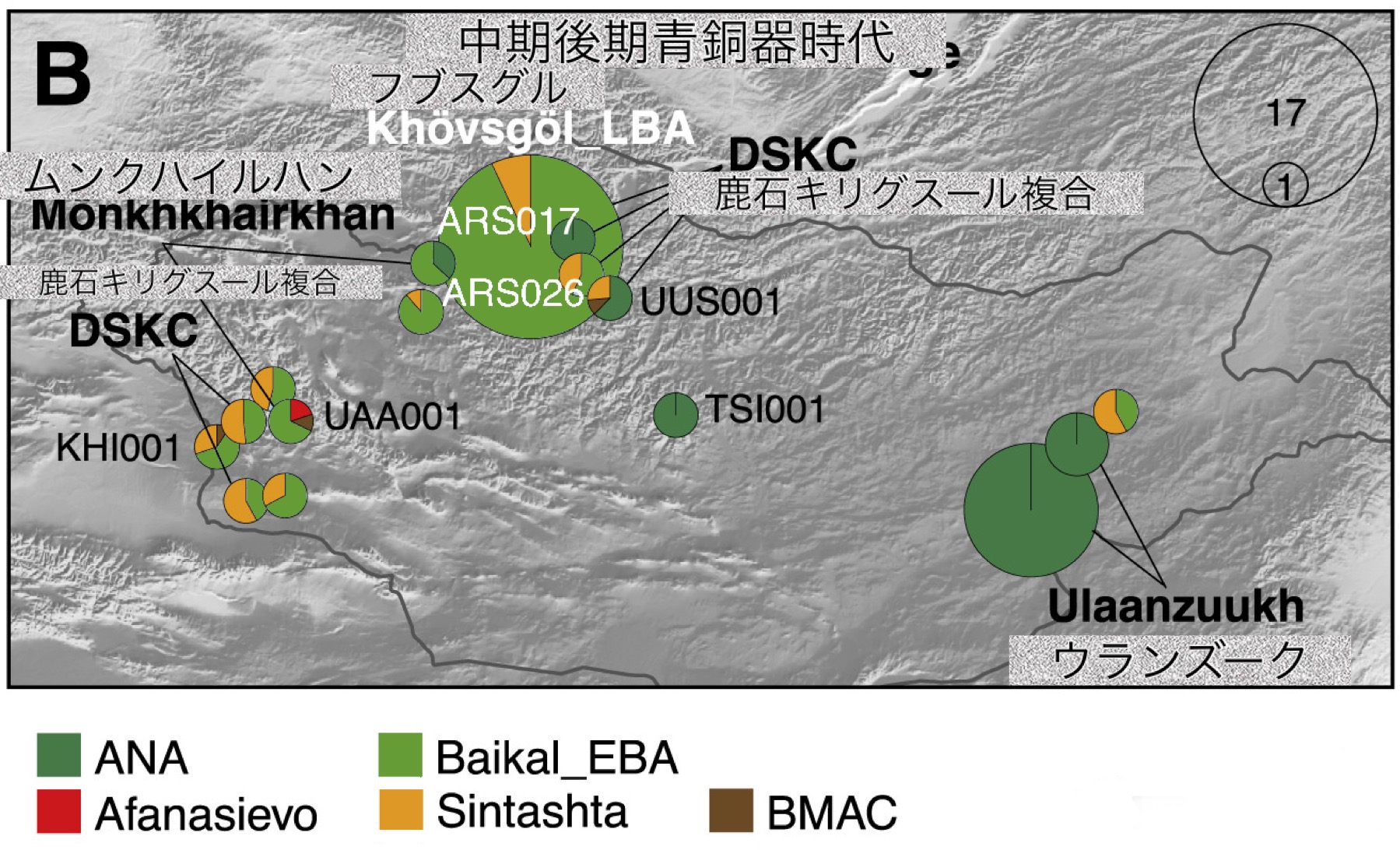
モンゴルの青銅器時代中期 - 後期（紀元前1400年 - 1100年）のフブスグル LBA。フブスグル LBAは基本的にバイカル EBAの祖先（それ自体は基本的に古代北東アジア、古代北東アジア人(ANA)に古代北ユーラシア人からのわずかな混血を加えたものである）とシンタシュタ文化のような起源からの比較的わずかな混血で構成されている。.

この時期以降、様々な程度のシンタシュタ文化の混血を持ついくつかの後継集団がアルタイ山脈に現れ始める。これらの集団は、東部ステップからの古代北東アジア人(ANA)に富む集団の西方への拡大と、それに続く西部ステップ牧畜民移住集団からの混血によって形成された。これにはモンゴル北部のフブスグルLBA牧畜民やアルタイ山脈のアルタイMLBA狩猟採集民が含まれる。フブスグル後期青銅器時代の牧畜民は初期青銅器時代の子孫である。バイカルの狩猟採集民（バイカルEBA、約93％）の子孫であり、わずかに西部ステップ牧畜民（シンタシュタ、約7％）の混血がある。遺伝子解析の結果、酪農牧畜は西部ステップ牧畜民から取り入れられたようであるが、彼らは主に地元の北東アジア出身であり、文化的な伝搬を示唆するものであった。現代のトゥバ人は青銅器時代後期のフブスグルの牧畜民と最も遺伝的親和性の高い民族である。さらに西のアルタイ中期-後期青銅器時代遺伝子プールは、東スキタイ人（サカ）と関連づけることができ、彼らはバイカル初期青銅器時代のグループからかなりの量の祖先（約40～55％）を由来しており、さらにシンタシタ文化人に似た集団の混血（約45～60％）を加えてモデル化することができる。

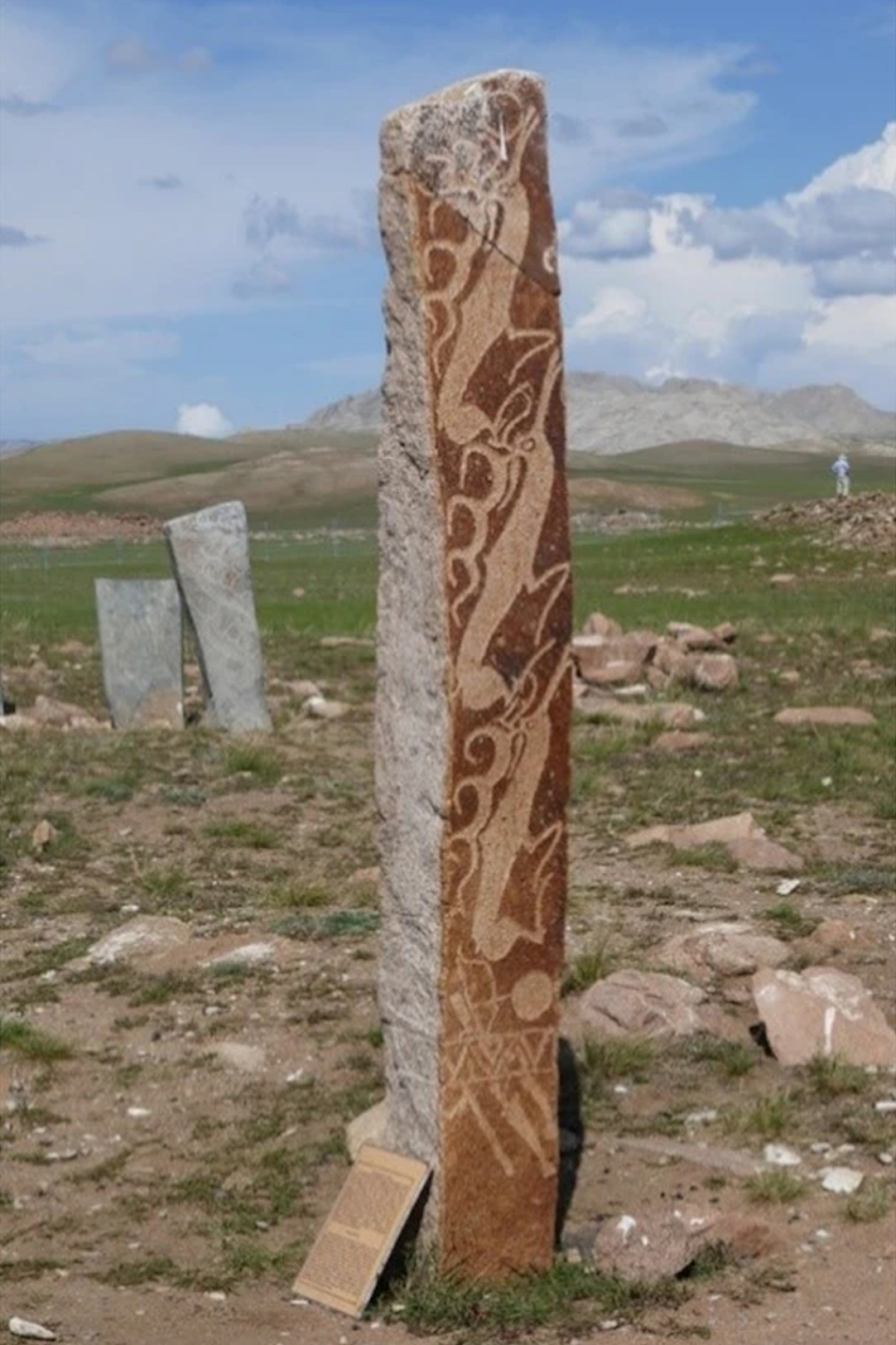
鹿石はしばしばフブスグル後期青銅器時代の埋葬に関連している。[30] Probably c.1400-1000 BCE.
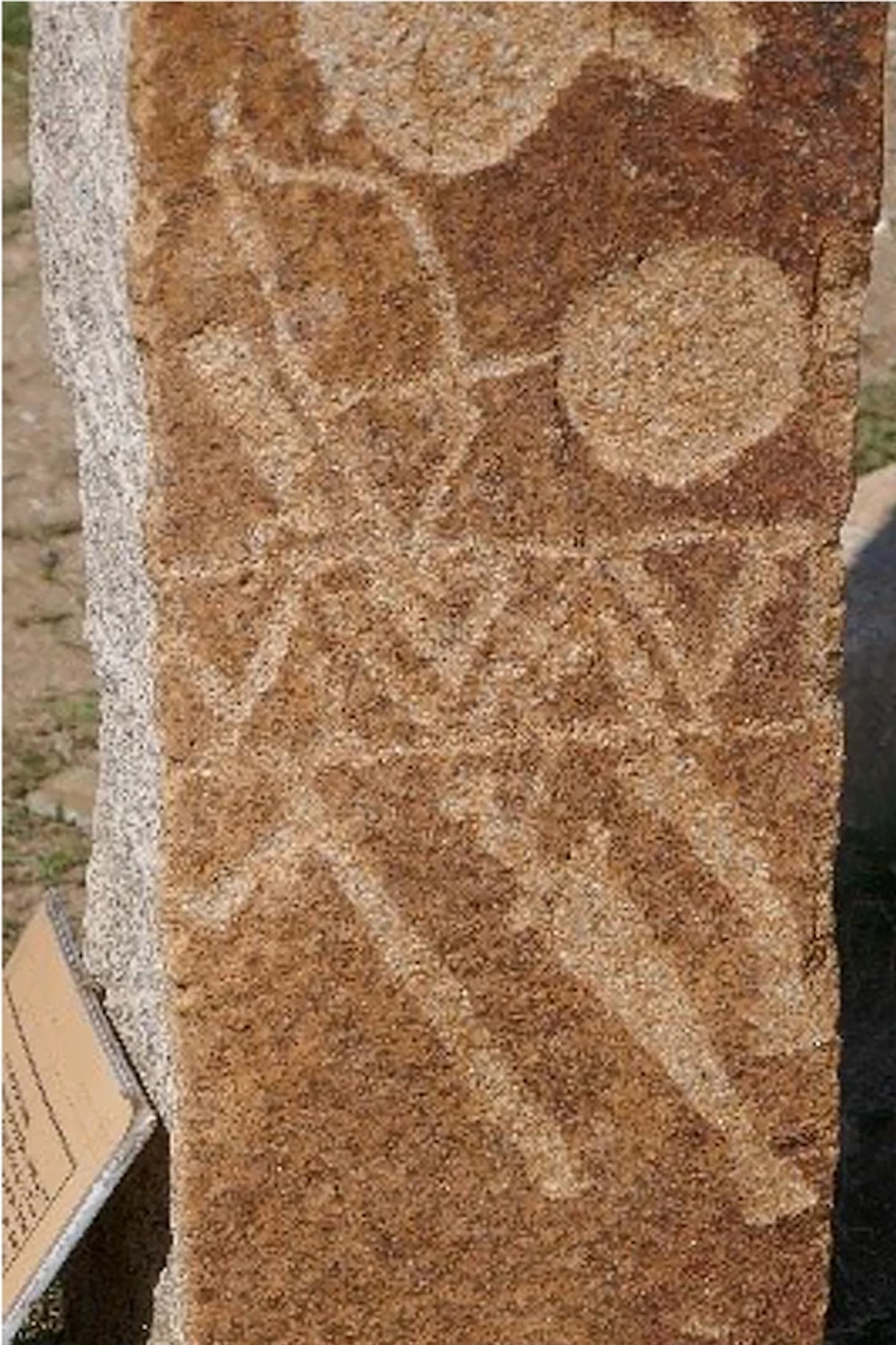
武器を持った鹿の石の詳細

### サカ、匈奴、フン、アヴァール

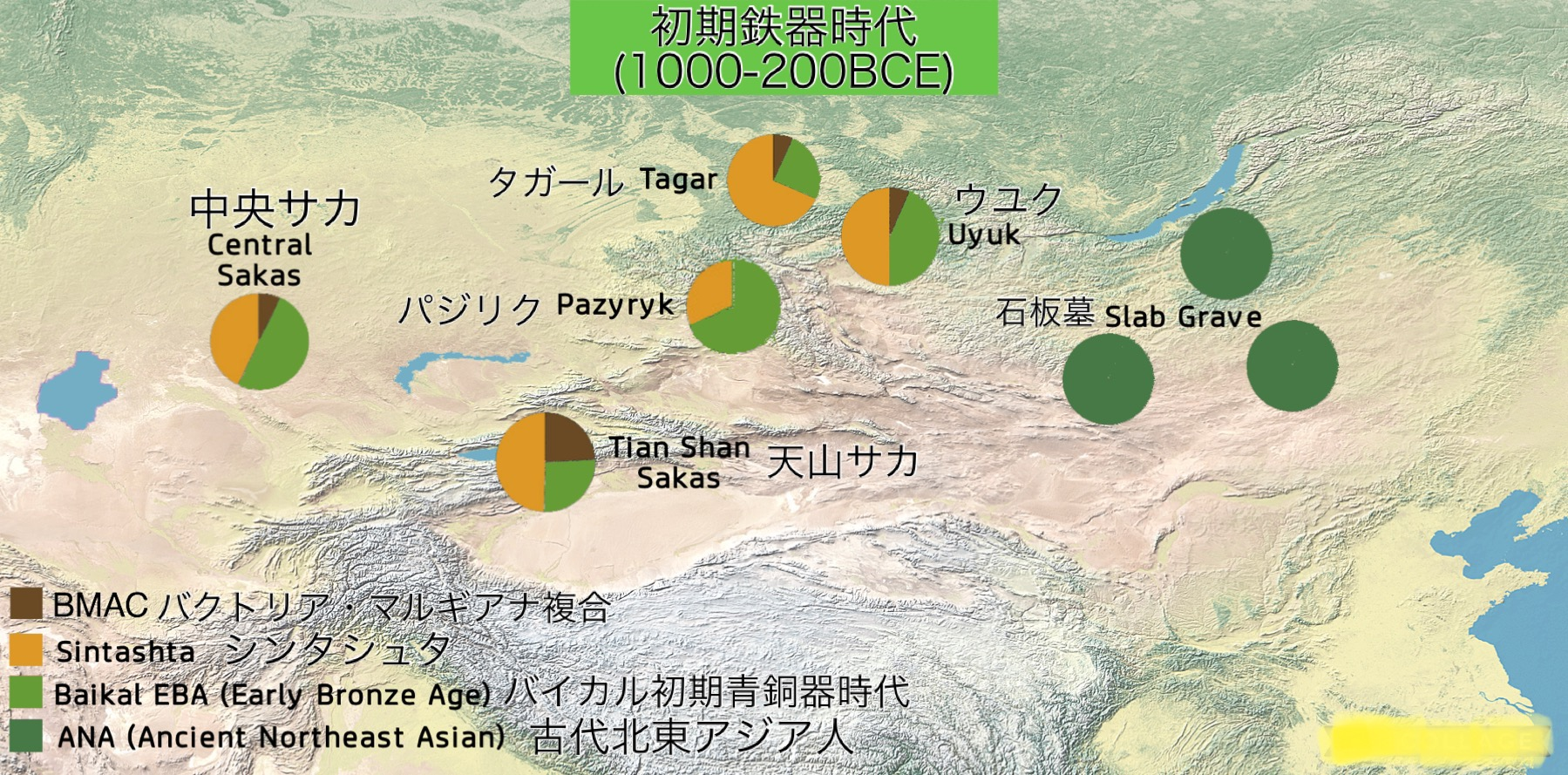
The は基本的に古代北東アジア人 (ANA,)のものであり、一方隣接するサカはほとんど西ユーラシア人(シンタシュタ文化,)と古代北東アジア人(Baikal EBA)祖先系統の混血であり、 少量のイラン系民族(バクトリア・マルギアナ複合)が混血してる。

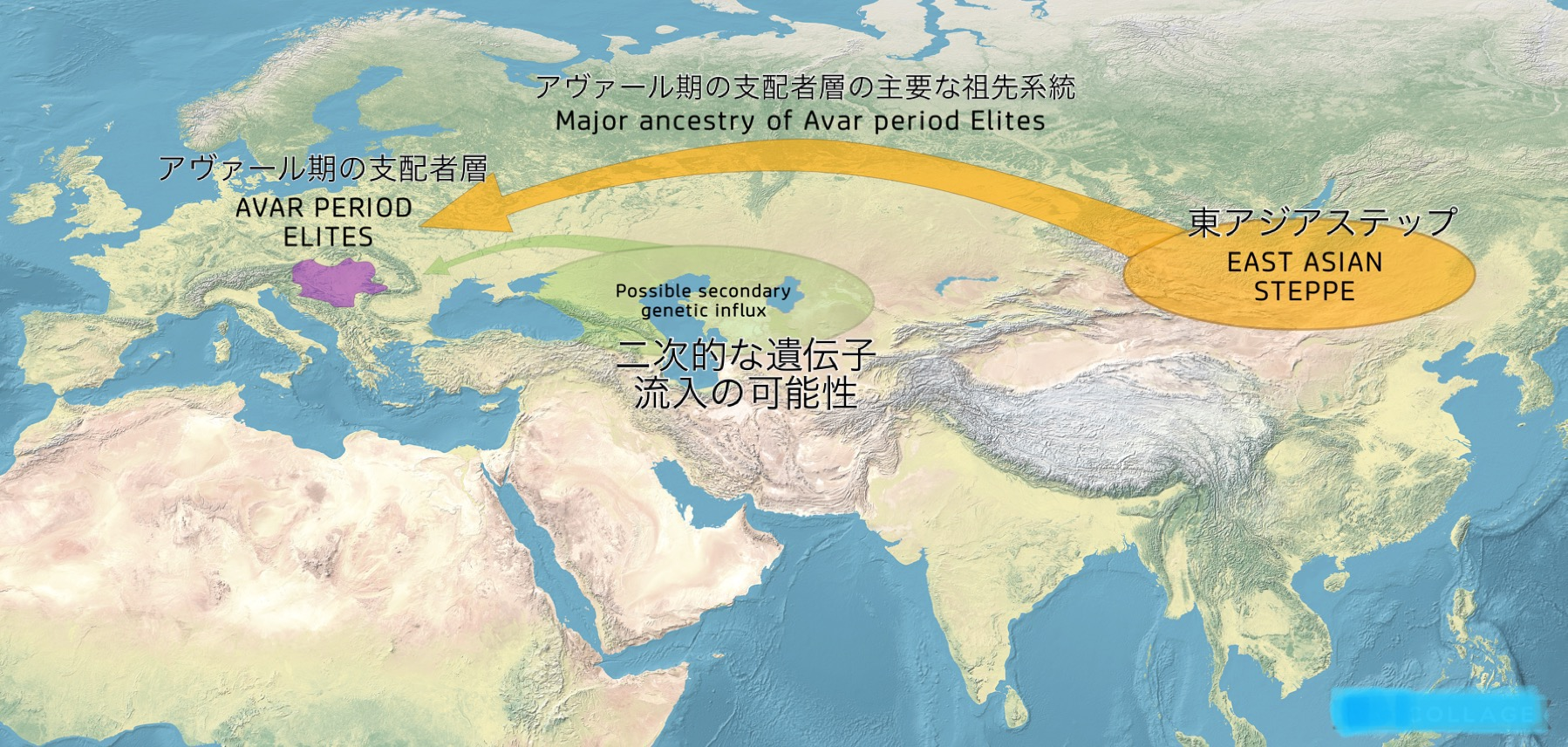
アヴァール人は本質的に古代北東アジア人（ANA）に由来する。

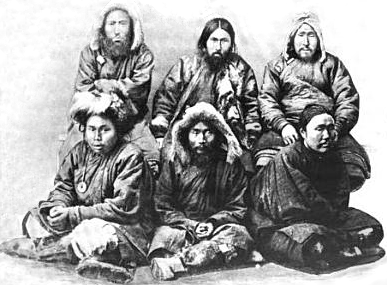
ニヴフ人は古代東北アジア人と密接な関係にある。

古代東北アジア人、特にバイカル初期青銅器時代の集団は、紀元前1,000年頃から中央アジアのユーラシア・ハイブリッド文化タスモラ文化（英語: Tasmola culture）（サカ）文化の形成に大きく貢献し、その遺伝的プロファイルの約半分に寄与し、青銅器時代後期とそれに続く鉄器時代における遺伝的多様性の増加を浮き彫りにした。
サカ文化は匈奴帝国（紀元前3世紀 - 紀元後1世紀）の形成に重要な役割を果たし、特定のサカ人の祖先（特にチャンドマン（英語: Chandman culture）/ウユク文化（英語: Uyuk culture）関連のもの）を組み合わせた、と古代北東アジア由来のウランズーク文化（英語: Ulaanzuukh culture）と鹿石(slab grave)の祖先が組み合わされ、さらに後の段階でサルマタイ人と漢民族の祖先が加わった。身分の高い匈奴の個体は遺伝的多様性が少ない傾向があり，彼らの祖先は基本的に東ユーラシアのウランズーク／石板墓文化、あるいは鮮卑に由来していた。高い割合で東方の祖先を持つ傾向は高い地位の女性サンプルに多く、低い地位の男性サンプルはより多様でより高い西方的祖先を持つ傾向があった。単于と思われる、格式の高い墓によって特定される帝国の男性統治者は、「西の辺境」の高貴な地位の女性と同様の祖先を持っていたことが示され、約39.3%の石板墓文化の遺伝的祖先、51.9%の漢民族の祖先、残り（8.8%）はサカ（チャンドマン文化）の祖先に由来する。
ハンガリーのブダペストで4世紀半ばに埋葬されたフン族のエリートは、60％が古代北東アジア人（ANA）、40％がサカ人であると復元された。
7-8世紀のヨーロッパにおけるパンノニア平原のアヴァール、特にアヴァール人のエリートに関しても、他の情報源からの追加もあるが、基本的に古代北東アジアを祖先とすることが確認された（約90%）。

### 突厥
テュルク系の王女阿史那皇后（551-582 CE）の遺骨の塩基配列が決定され、古代北東アジア人と遺伝的に密接な関係があることが判明した（97.7％が北東アジア人の祖先、2.3％が西ユーラシアの祖先であり、約3000年前に遡り、中国（「黄河」）との混血はない）。ヤンらによれば、このことは阿史那皇后の部族と突厥可汗国の起源が北東アジアであることを裏付けている。これらの発見は、「西ユーラシア起源説」と「複数起源説」を否定し、突厥人の東アジア起源を支持するものである。しかし、著者らはまた、「テュルク帝国」の集団全体、特に中央ステップと中世テュルクの集団は、西ユーラシアとの混血の程度が高いがばらつきがあることも観察しており、帝国内の遺伝的な下位構造を示唆している：例えば、中世初期のトルコ人の祖先は、ゲノムの約62,2％が古代北東アジア人に由来し、残りの37,8％が西ユーラシア人（バクトリア・マルギアナ複合とアファナシェヴォ文化）に由来し、混血は500CE年頃に起こった。

## 現代における古代北東アジア人祖先系統
遺伝学的に、古代北東アジア人(ANA)の祖先系統は現代のツングース系民族、モンゴル民族、北東アジアのニヴフ語を話す集団の間でピークを迎える。古代北東アジア人(ANA)の祖先（ツングース語を話すウルチ族に代表される）は全体的にチュルク語族、モンゴル語族、ツングース語族の初期および現代の話者の主要な祖先を形成しており、北東アジアから西方への拡散を支えている。シベリアへのより早い波は「新シベリア先住民」（ウラル語を話すガナサン人に代表される）と関連付けることができ、これはユカギール語族とウラル語族の広がりと、古代古シベリア人の部分的な置き換えと関連付けることができる。